# Pływanie z płetwami na Halowych Igrzyskach Azjatyckich 2007
Pływanie z płetwami na Halowych Igrzyskach Azjatyckich 2007 odbyło się w hali Macau Olympic Aquatic Centre w dniach 27 – 28 października 2007. W tabeli medalowej tryumfowali zawodnicy z Chin, którzy zdobyli łącznie 10 medali, w tym 7 złotych.

## Medaliści[1]

### Mężczyźni
| Konkurencja |                                                        |                                                                                  |                                                                                   |
| ----------- | ------------------------------------------------------ | -------------------------------------------------------------------------------- | --------------------------------------------------------------------------------- |
| 50 m        | Yuan Haifeng                                           | Hideaki Sakai                                                                    | Kim Tae-hyun                                                                      |
| 100 m       | Kim Tae-hyun                                           | Miao Jingwei                                                                     | Phan Lưu Cẩm Thành                                                                |
| 200 m       | Jian Ka                                                | Yoon Young-joong                                                                 | Nguyễn Trung Kiên                                                                 |
| 4×100 m     | Chiny · Miao Jingwei · Li Hui · Jian Ka · Yuan Haifeng | Korea Południowa · Kim Tae-hyun · Lee Kwan-ho · Kwon Yong-jun · Yoon Young-joong | Wietnam · Trần Bảo Thu · Phạm Toàn Thắng · Nguyễn Trung Kiên · Phan Lưu Cẩm Thành |

### Kobiety
| Konkurencja |                                                             |                                                                          |                                                                     |
| ----------- | ----------------------------------------------------------- | ------------------------------------------------------------------------ | ------------------------------------------------------------------- |
| 50 m        | Xu Huanshan                                                 | Jang Ye-sol                                                              | Anastassija Zinowjewa                                               |
| 100 m       | Zhu Baozhen                                                 | Liang Yaoyue                                                             | Bae So-hyun                                                         |
| 200 m       | Li Jing                                                     | Zhong Jiexia                                                             | Bae So-hyun                                                         |
| 4×100 m     | Chiny · Zhu Baozhen · Liu Jiao · Xu Huanshan · Liang Yaoyue | Korea Południowa · Jang Ye-sol · Jeong Hyeon · Bae So-hyun · Jeon Ah-ram | Japonia · Ran Ogata · Yayoi Sakamoto · Yuka Endo · Sachika Yamasaki |

## Tabela medalowa
| Poz.    | Państwo          |   |   |   | Łącznie |
| ------- | ---------------- | - | - | - | ------- |
| 1       | Chiny            | 7 | 3 | 0 | 10      |
| 2       | Korea Południowa | 1 | 4 | 3 | 8       |
| 3       | Japonia          | 0 | 1 | 1 | 2       |
| 4       | Wietnam          | 0 | 0 | 3 | 3       |
| 5       | Kazachstan       | 0 | 0 | 1 | 1       |
| Łącznie | Łącznie          | 8 | 8 | 8 | 24      |